# Makoto Kamada
Makoto Kamada (jap. 鎌田誠 Kamada Makoto; ur. 21 października 1950 w Iwamizawie) – japoński zapaśnik walczący w stylu wolnym. Olimpijczyk z Monachium 1972, gdzie odpadł w eliminacjach w kategorii 90 kg.
Brązowy medalista mistrzostw świata w 1970; odpadł w eliminacjach w 1974 i 1975. Brązowy medalista igrzysk azjatyckich w 1974. Trzeci w Pucharze Świata w 1973 roku.